# Президентский день
«Президентский день» (англ. Presidents' Day, Washington's Birthday — «День Президентов», «День рождения Вашингтона») — федеральный праздник США, который празднуется каждый третий понедельник февраля. Посвящён должности Президента Соединенных Штатов Америки. Традиционно праздник приурочен к дню рождения Джорджа Вашингтона. Закон США 1968 г. о единых днях федеральных праздников с выходными в понедельник установил для этого праздника третий понедельник февраля, и образовались, как и в случае нескольких других федеральных праздников США, длинные выходные.

## История
С 1880 года отмечался 22 февраля как день рождения Джорджа Вашингтона — героя Войны за независимость и первого президента Соединенных Штатов. Помимо этого, в большинстве штатов отмечалось 12 февраля — день рождения Авраама Линкольна, который был президентом в период Гражданской войны 1861—1865 гг.
В 1970-е годы Конгресс объявил об учреждении единого праздника в честь всех бывших президентов США. День президентов отмечается в третий понедельник февраля. Впрочем, во многих штатах этот праздник по-прежнему известен как день рождения Джорджа Вашингтона.

## Проведение
В этот день в американских школах проходит урок, посвященный истории президентов Соединенных Штатов, особенно Вашингтона и Линкольна.